# Aero A.30
Pour les articles homonymes, voir A30.
L'Aero A.30 et ses nombreux dérivés sont des biplans biplaces de bombardement léger et de reconnaissance construits en Tchécoslovaquie durant l'entre-deux-guerres.

## Développement
En 1925, pour améliorer les performances de l’Aero A.11, la firme Aero Tovarna Letadel Dr Kabes décida d’adapter un moteur Lorraine-Dietrich sur la cellule. Mais celle-ci n’était pas adaptée à un moteur aussi puissant. En 1926 débuta donc le développement d’un fuselage renforcé et d’une voilure agrandie, tout particulièrement le plan supérieur, le futur appareil devant prendre la désignation A.30. Le développement du nouveau bombardier, finalement assez éloigné du A.11, durera un peu plus d’un an. Le A.30 est à l’origine d’une série d’appareils réussis. Un A.30 sera même durant deux mois détenteur du record international de vitesse avec charge d’une tonne sur 500 km, à 213,56 km/h, record établi par un des prototypes en août 1927.

## Les différentes versions

### Aero Ab.30
C’est finalement avec un moteur Skoda L de 450 ch que les 79 premiers exemplaires furent construits. Ils resteront en service jusqu’en 1939.

### Aero A.130
Un  prototype A.30 fut remotorisé avec un Bristol Jupiter VI de 500 ch.

### Aero A.230
Bombardier biplan biplace, version de série dont 25 exemplaires furent construits entre 1930 et 1931 avec un moteur Lorraine-Dietrich et un atterrisseur renforcé avec essieu droit.

### Aero A.330
Quelques appareils furent également produits avec un moteur Praga ESV de 650 ch.

### Aero A.430
Nouvelle motorisation, avec un moteur Avia Vr-36. Ce modèle ne fut pas produit en série mais qui servit de prototype au A.100.

### Aero A.32
Biplan biplace de reconnaissance et de bombardement léger. 45 Ap.32 et 34 Apb.32 furent construits à partir de 1930 pour l’aviation militaire tchèque, ainsi que 16 A.321F d’attaque et A.32GR de reconnaissance pour l’aviation finlandaise. Stationnés à Utti et Suur-Merijoki de 1929 à 1935, ces appareils [AEj-49/64] étaient encore en service au sein de la T-LeR 39 durant la Guerre d’Hiver. Après avoir tenté de remotoriser certains appareils avec un Isotta-Fraschini Asso de 500 ch, l’Ilmavoïmat affectera les derniers exemplaires au centre d'entraînement de combat (ISK) jusqu’à leur réforme en 1944.

## Utilisateurs
Tchécoslovaquie
 Iran
- L'Imperial Iranian Air Force a acheté un Aero A.30 à la Tchécoslovaquie en 1923.

## Un Aero A.32 au musée
Le musée aéronautique de Päijät-Häemmen, en Finlande, conserve un Aero A.32 [AEj-59].